# 張聿嵐
張聿嵐（2005年2月15日—）是臺灣女子籃球運動員，場上主打控球後衛位置。

## 生平
張聿嵐住在宜蘭縣五結鄉二結村，就讀大洲國小是練田徑長跑和樂樂棒，國小五年級在老師介紹下加入籃球隊，之後被復興國中女籃教練周俊雄延攬入隊，國一隨隊拿下國中籃球聯賽乙級冠軍，國二挺進甲組四強，國三在冠軍賽攻下25分、11籃板、7助攻、6抄截的表現率領球隊以69比59擊退民族實中奪下隊史首冠，自己收下MVP殊榮。高中進入北市陽明，在2020年8月入選U18培訓隊。高一即助隊闖進四強拿下季軍，並獲選為109學年度高中籃球聯賽新人后，2021年夏天隻身赴美進行為期一個月的訓練。2022年9月代表中華臺北征戰U18亞青女籃賽。

## 外部連結
- 張聿嵐在Eurobasket.com（球員）（英语）